# IV Warszawski Batalion Etapowy
IV Warszawski batalion etapowy – oddział wojsk wartowniczych i etapowych w okresie II Rzeczypospolitej pełniący między innymi służbę ochronną na granicy polsko-sowieckiej.

## Formowanie i zmiany organizacyjne
Formowanie batalionu rozpoczęto na przełomie 1918–1919. Otrzymał on nazwę okręgu generalnego, w którym powstał i kolejny numer porządkowy oznaczany cyfrą rzymską. Do batalionu wcielono żołnierzy starszych wiekiem i o słabszej kondycji fizycznej. Oficerowie i podoficerowie nie mieli większego doświadczenia bojowego. Batalion nie posiadał broni ciężkiej, a broń indywidualną żołnierzy stanowiły stare karabiny różnych wzorów z niewielką ilością amunicji. We wrześniu 1919 dowództwo batalionu stacjonowało w Nieświeżu. 
Wiosną 1920 batalion podlegał Dowództwu Okręgu Etapowego „Mińsk”. 
W październiku 1920 zreorganizowano brygady etapowe 4 Armii. Batalion wszedł w podporządkowanie dowódcy IVb Brygady Etapowej. 
Stacjonował w twierdzy brzeskiej. Liczył wówczas 5 oficerów i 371 szeregowców. W skład batalionu wchodziły trzy kompanie, których dowódcami byli podporucznicy: Gorzkowski (1), Gruszka (2) i Pisarkiewicz (3). Adiutantem batalionu był ppor. Kochan.
W lutym 1921 bataliony etapowe przejęły ochronę granicy polsko–rosyjskiej. Początkowo pełniły ją na linii kordonowej, a w maju zostały przesunięte bezpośrednio na linię graniczną z zadaniem zamknięcia wszystkich dróg, przejść i mostów. 
14 marca 1921 batalion otrzymał zadanie przegrupować się do Klecka.
W 1921 bataliony etapowe ochraniające granicę przekształcono w bataliony celne.

## Dowódcy batalionu
- mjr Karol Baczyński (od 1 X 1920[9], był w IV 1921)[10]
- ppor. Nitecki (X 1920)

## Struktura organizacyjna
| Organizacja batalionu 23 kwietnia 1921 | Organizacja batalionu 23 kwietnia 1921 | Organizacja batalionu 23 kwietnia 1921 |
| pododdział                             | miejsce stacjonowania                  | dowódca                                |
| -------------------------------------- | -------------------------------------- | -------------------------------------- |
| dowództwo batalionu                    | Kleck                                  | mjr Karol Baczyński                    |
| 1 kompania etapowa                     | Łań                                    | por. Jerzy Gorzkowski                  |
| 2 kompania etapowa                     | Sieniawka                              | por. Gruszka                           |
| 3 kompania etapowa                     | Kuszyce                                | sierż. Żak                             |
| 4 kompania etapowa                     | Kleck                                  | por. Nitecki                           |